# Лоп'я (притока Ками)
Ло́п'я (рос. Лопья) — річка на північному сході Удмуртії, ліва притока річки Кама. Протікає територією Балезінського району.
Річка бере початок на схилах Верхньокамської височини на північний схід від присілку Сизево. Протікає спочатку на північ та північний захід, в районі присілку Андрієвці спрямована на північ, потім повертає на північний схід і тече в такому напрямку до самого гирла. Впадає до Ками в районі колишнього присілку Лаврушонки. Береги заліснені, місцями заболочені. Приймає багато дрібних приток, найбільші з яких праві Шукшур, Шарпа, Ісаєвка.
Над річкою розташовано лише присілок Кіренки.